# Ilse Barea-Kulcsar
Ilse Barea-Kulcsar (Viena, 20 de septiembre de 1902, nacida como Ilse Pollak - ibídem, 1 de enero de 1973) fue una periodista austriaca, escritora, activista, conferenciante, traductora, intérprete y voluntaria en la Guerra Civil española.

## Biografía

### Primeros años
Ilse Wilhelmine Elfriede Pollak nació el 20 de septiembre de 1902 en Viena, en el seno de una familia no típica, pero representativa de la sociedad vienesa de entonces. Su padre, Valentin Pollak (1871-1948), era judío, socialdemócrata y director del prestigioso instituto Wasa de Viena. Su madre, Alice von Ziegelmayer (1872-1948), procedía de una familia de la baja nobleza y muy conservadora.
Desde joven, Ilse estaba metida en política, antes que funciones directivas, le interesaba el trabajo de base. Se afilió a las juventudes socialistas y, a los 18 años, al partido socialdemócrata. A partir de 1920 estudió en la Facultad de Ciencias Políticas y de Derecho de la Universidad de Viena. En 1922 se dio de baja en el partido socialdemócrata por cuestiones ideológicas y se afilió al pequeño partido comunista austriaco.
Allí conoció a su primer marido, Leopold Kulcsar (1900-1938), con quien se casó en 1922. Eran conocidos por su entusiasmo y potencia activista, al mismo tiempo que por una falta de disciplina y rigor ideológico. Debido a profundas diferencias con el Partido Comunista, en 1926 los dos se afiliaron al Partido Socialdemócrata. 
A finales de los años 20 y principios de los años 30 recorría las regiones montañosas orientales de Austria como “profesora itinerante” de la Central de formación del partido. Impartía cursos para mujeres y jóvenes, trabajadores y daba conferencias en pueblos remotos. Obtuvo cierta fama como oradora política y hasta fue llevada a la cárcel por “insultos al gobierno”, una estancia con graves consecuencias para su salud.

### Resistencia antifascista
Participó en la Guerra Civil Austriaca (1934) donde destacó por la colaboración, junto a su marido, con el grupo clandestino alemán “Neu Beginnen” y por la formación del periódico antifascista Der Funke.
A causa de su colaboración con el movimiento revolucionario fue forzada a un exilio junto a su marido en Checoslovaquia, donde él destacó por su colaboración en 1936 con la embajada española, donde forjó una red espionaje en las dictaduras de derechas europeas. 

### España
El 2 de noviembre de 1936 llegó Madrid buscando ser voluntaria en la Guerra Civil Española. Se ubicó en la Telefónica, edificio central de la causa republicana y objetivo constante del bombardeo de las tropas franquistas. Trabajando en este edificio conoció a Arturo Barea, periodista español quien se convirtió en su amante.
Los dos dirigieron primero la censura extranjera, después la radio republicana hasta que empezaron a tener problemas con sus superiores e Ilsa fue perseguida por agentes del servicio secreto comunista alemán que buscaban su detención acusándola de trotskista y colaboradora fascista. Poco después, el 28 de enero de 1938 Leopold murió en Praga de una nefritis aguda. Así, Ilsa y Arturo podían casarse el 17 de febrero de 1938 y salieron de España cinco días después.

### Francia y Gran Bretaña

#### En Francia
En París alquilaron un pequeño cuarto en un hotel barato, pero no encontraron un trabajo estable. Trataron de ganar dinero haciendo traducciones y escribiendo artículos para la prensa, con poco éxito. Pero fue el inicio de su carrera literaria ya que ambos empezaron a escribir. Arturo comenzó su trilogía e Ilsa escribió gran parte de su novela Telefónica. A principios de 1939 tuvieron suerte en la lotería, por lo que podían pagar sus deudas y embarcarse el 13 de febrero rumbo a Gran Bretaña.

#### En Gran Bretaña: el Monitoring Service de la BBC
A finales de agosto, Ilsa recibió un telegrama de la BBC ofreciéndole la posibilidad de colaborar con el Monitoring Service que escuchaba y analizaba la radio alemana. Tenía que transcribir, traducir y resumir lo que oía por la radio, un trabajo muy exigente. Fue en ese momento, cuando Ilsa tuvo que hacerse cargo de los cuatro miembros de su familia, hasta que se establecieron definitivamente en Middle Lodge, cerca de Faringdon, Oxfordshire.
En esta casa vivieron a partir de 1947 hasta 1957. Gracias a la publicación de La forja de un rebelde, primero en inglés en traducción de Ilsa (1943-1946), después en castellano en una edición argentina (1951), Arturo se convirtió en un escritor célebre. Ilsa contribuyó con Arturo en la escritura y publicación de una serie de libros. Trabajó como traductora destacando por la calidad de su trabajo, además de ser intérprete para sindicatos en congresos internacionales.
La noche del 24 de diciembre de 1957, Arturo murió, lo que provocó su traslado a Londres donde hizo carrera en el mundo editorial. Aparte de sus traducciones trabajaba para editoriales, escribía informes de libros, dirigía dos colecciones literarias, daba charlas en la BBC y escribía artículos para la prensa alemana y austriaca. En 1966 vio la luz el único libro propio que publicaría en su vida, Vienna. Legend and Reality, que tuvo un éxito considerable en Gran Bretaña y se tradujo al danés y español en 1968 y al alemán en 2021. Se trata de un amplio ensayo cultural sobre la historia de su ciudad natal que llega hasta principios del siglo XX.

#### Regreso a Viena
Debido a sus problemas de salud (reuma, artrosis, problemas pulmonares) y porque tenía buenos contactos en Viena, decidió, después de 11 años de exilio y 20 años de estancia voluntaria en el extranjero, regresar a Austria en 1965. Allí impartía clases a sindicalistas, mujeres o jóvenes y daba conferencias sobre sus temas preferidos: economía, política, cultura española. También escribía artículos para revistas sindicales. Falleció el 1 de enero de 1973, tras una larga enfermedad.

### Telefónica
Es un libro político, escrito por Ilsa en 1938 y publicada por primera vez en una serie de tiras en el periódico Arbeiter-Zeitung de Viena entre marzo y junio de 1949. Esta obra relata la situación de los periodistas en el edificio emblemático madrileño, Telefónica, enfocándose en un tema normalmente ignorado: la situación de las periodistas en el Madrid de la Guerra Civil, machista y paternalista. La novela cayó en el olvido, hasta que se publicó en 2019, tanto en español como alemán.

## Obras
- Ilse Kulcsar: Großmächte der Finanz und der Industrie. Konkurrenz und Monopol im modernen Kapitalismus (1930)
- Feind im Rücken. Bilder aus der Geschichte der Kommunistischen Internationale (1932)
- Leopold Kulcsar: Die Kirche und unsere Zeit. (1933)
- Ilsa Barea-Kulcsar: Telefónica. Una novela. Trad. de Pilar Mantilla. Edición de Georg Pichler. Xixón: Hoja de Lata 2019
- Vienna: Legend & Reality. Ed. Secker and Warburg, 1966

Con Arturo Barea:
- Struggle for the Spanish Soul (1941)
- Spain in the Post-War World (1945)
- Lorca, The Poet and His People (1944)
- Unamuno (1952)